# Шартановское сельское поселение
Шарта́новское се́льское поселе́ние — муниципальное образование в составе Чухломского района Костромской области России.
Административный центр — деревня Ильинское.

## История
Шартановское сельское поселение образовано 30 декабря 2004 года в соответствии с Законом Костромской области № 237-ЗКО, установлены статус и границы муниципального образования.
16 июля 2018 года к Шартановскому сельскому поселению присоединено Панкратовское сельское поселение.

## Население
| 2008 | 2010 | 2012 | 2013 | 2014 | 2015 | 2016 |
| ---- | ---- | ---- | ---- | ---- | ---- | ---- |
| 815  | ↘686 | ↘660 | ↘627 | ↘607 | ↘588 | ↘557 |
| 2017 | 2018 | 2019 | 2020 | 2021 |      |      |
| ↘545 | ↘533 | ↗711 | ↘690 | ↘513 |      |      |

## Состав сельского поселения
| №  | Населённый пункт | Тип населённого пункта          | Население |
| -- | ---------------- | ------------------------------- | --------- |
| 1  | Вига             | посёлок                         | ↗346      |
| 2  | Заболотье        | деревня                         | →5        |
| 3  | Ильинское        | деревня, административный центр | ↗167      |
| 4  | Ольховая         | деревня                         | →0        |
| 5  | Пуминово         | деревня                         | ↗1        |
| 6  | Рагозино         | деревня                         | ↘6        |
| 7  | Савино           | деревня                         | ↘1        |
| 8  | Старово          | деревня                         | ↗1        |
| 9  | Сундоба          | деревня                         | →0        |
| 10 | Фомицино         | деревня                         | ↗16       |
| 11 | Чертово          | деревня                         | ↗86       |
| 12 | Шартаново        | село                            | ↗106      |
| 13 | Борисово         | деревня                         | ↗7        |
| 14 | Головино         | деревня                         | ↘2        |
| 15 | Костино          | деревня                         | →0        |
| 16 | Новопанкратово   | посёлок                         | ↗136      |
| 17 | Панкратово       | деревня                         | ↗122      |
| 18 | Село             | деревня                         | ↗3        |
| 19 | Федьково         | деревня                         | ↗43       |

### Упразднённые населённые пункты
- 2024 год — деревни Карпово,  Салово[16].